# Оберарзе

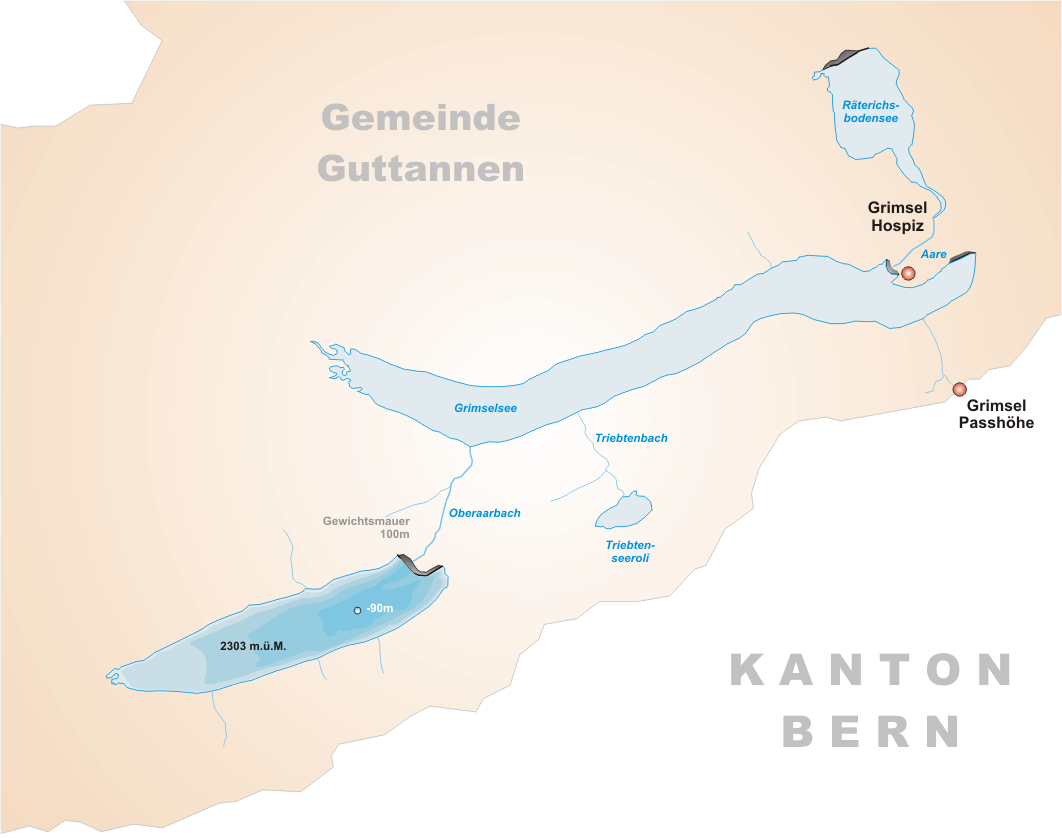
Расположение Оберарзе

Оберарзе (нем. Oberaarsee) — водохранилище в кантоне Берн близ общины Гуттаннен. Расположено выше водохранилищ Гримзельзе, Рэтерихбодензе и Гельмерзе. С запада в Оберарзе втекает одноимённый ледник. Относится к бассейну реки Аре.
Водоём расположен на высоте 2303 м над уровнем моря. Его площадь составляет 1,46 км², а максимальная глубина — 90 м.
Для транспорта Оберарзе доступно только через Гримзельский перевал. Зимой доступность обеспечивает подъёмник. Плотина водохранилища построена в 1953 году.